# Msheireb (métro de Doha)
Msheireb (en arabe : مشيرب) est une station sur la Ligne Rouge, sur la Ligne Verte et sur la Ligne Or du Métro de Doha. Elle est ouverte en 2019.

## Histoire
La station est mise en service respectivement le 8 mai 2019, le 10 décembre 2019 et le 22 novembre 2019.

## Intermodalité
- Tramway de Msheireb (Arrêt 2 - Wadi Msheireb)[4]